# Poecilmitis
Poecilmitis är ett släkte av fjärilar. Poecilmitis ingår i familjen juvelvingar.

## Dottertaxa tillPoecilmitis, i alfabetisk ordning[1]
- Poecilmitis adonis
- Poecilmitis amatola
- Poecilmitis aridus
- Poecilmitis atlantica
- Poecilmitis aureus
- Poecilmitis bamptoni
- Poecilmitis beaufortia
- Poecilmitis beulah
- Poecilmitis blencathra
- Poecilmitis braueri
- Poecilmitis brooksi
- Poecilmitis charlesi
- Poecilmitis dicksoni
- Poecilmitis dukei
- Poecilmitis endymion
- Poecilmitis felthami
- Poecilmitis hantamsbergae
- Poecilmitis irene
- Poecilmitis kaplani
- Poecilmitis lycegenes
- Poecilmitis lycia
- Poecilmitis lyndseyae
- Poecilmitis lysander
- Poecilmitis midas
- Poecilmitis natalensis
- Poecilmitis orientalis
- Poecilmitis pan
- Poecilmitis pelion
- Poecilmitis penningtoni
- Poecilmitis perseus
- Poecilmitis plutus
- Poecilmitis psyche
- Poecilmitis pyramus
- Poecilmitis rileyi
- Poecilmitis stepheni
- Poecilmitis swanepoeli
- Poecilmitis tearei
- Poecilmitis tsino
- Poecilmitis turneri
- Poecilmitis uranus
- Poecilmitis violascens
- Poecilmitis zeuxo